# Okręg Stanisławów Armii Krajowej
Okręg Stanisławów SZP, ZWZ, wreszcie Armii Krajowej noszący kryptonimy „Kawon”, „Karaś”, „Struga”, „Światła”.

## Formowanie i zmiany organizacyjne
Okręg rozwijał się w trudnych warunkach geopolitycznych. Jego inspektoraty, położone nad granicą, inwigilowane były przez NKWD i inne służby specjalne ZSRR. W 1942 i ponownie w 1943 Niemcy rozbili sztab okręgu, aresztując jego kadrę. Do organizowania nowego sztabu KG Armii Krajowej delegowała z Warszawy nowych oficerów.
W planach operacyjnych Obszaru Lwowskiego Armii Krajowej do jego zadań zaliczano unieruchomienie przez przynajmniej trzy dni węzłów kolejowych w Stanisławowie i Chodorowie, telekomunikacji oraz ruchu na szosach Podkarpacia. Rozpatrywano też opanowanie Stanisławowa. Okręg otrzymał również zadanie osłony ludności polskiej przed nasilającymi się o pogromami Polaków ze strony UPA.
Na początku marca 1944 okręg stanisławowski liczył ponad 5 tys. ludzi w szeregach Armii Krajowej oraz około 2 tys. osób cywilnych w szeregach samoobrony, uzbrojonych 300 karabinów i 2000 granatów. Zorganizowany był w 90 plutonów pełnych i 16 szkieletowych.
10 marca 1944 kpt. Herman wydał rozkaz operacyjny do „Burzy”.

## Warunki geopolityczne
Okręg Stanisławów Armii Krajowej obejmował obszar około 16.000 km². Liczba ludności wynosiła około 1,4 miliona. Charakteryzował się najmniejszym procentem ludności narodowości polskiej wśród okręgów Armii Krajowej. Do używania języka polskiego przyznawało się 22,4% ludności, do ukraińskiego i ruskiego – 68,9%. Do obrządku rzymskokatolickiego przyznawało się 16,6%, a greckokatolickiego 72,9%. Występowały tu silne tendencje nacjonalistyczne.
Polacy skupieni byli w trzech większych miastach – Kołomyi, Stanisławowie i Stryju, gdzie język polski używało 42% do 65%, a rzymskich katolików było około 35%. Liczbę grekokatolików szacowano na 18 do 28%.

## Struktura organizacyjna w 1944
Struktura organizacyjna podana za Atlas polskiego podziemia niepodległościowego:
- Inspektorat Stanisławów Armii Krajowej
- Inspektorat Kołomyja Armii Krajowej
- Inspektorat Stryj Armii Krajowej
- Samodzielny Obwód Stanisławów-Miasto

30 czerwca 1944 komenda Obszaru Lwów swoim rozkazem dokonała reorganizacji wprowadzając trzy podokręgi. Powstał Podokręg Stanisławów Armii Krajowej w składzie:
- Inspektorat Stryj Armii Krajowej
- Inspektorat Drohobycz Armii Krajowej
- Samodzielny Obwód Stanisławów.

## Obsada personalna okręgu
Komendanci
- por. Jan Wyszyński „Roman Leszczyński” (komendant Okręgu ZWZ-2 Stanisławów do marca 1940)[5]
- ppłk Jan Rogowski „Włodzimierz” (20 stycznia 1942 – 10 listopada 1942)
- 11 listopada 1942 – 15 stycznia 1943, vacat
- kpt. Władysław Herman „Żuraw” (15 stycznia 1943 – 31 lipca 1944)

Szef sztabu
- kpt.-mjr Rudolf Jan Majewski (luty 1942 – 10 listopada 1942)